# Serica werneri
Serica werneri är en skalbaggsart som beskrevs av Ahrens 2007. Serica werneri ingår i släktet Serica och familjen Melolonthidae. Inga underarter finns listade i Catalogue of Life.